# Église Saints-Pierre-et-Paul d'Olwisheim
Pour les articles homonymes, voir Église Saints-Pierre-et-Paul.
L'église Saints-Pierre-et-Paul est une église simultanée située sur le territoire de la commune d’Olwisheim, dans la circonscription administrative du Bas-Rhin, dans la Collectivité européenne d’Alsace.

## Histoire
Les parties les plus anciennes de l’église datent des alentours du milieu du XIIIe siècle. La nef est reconstruite en plus grand et la tour surélevée en 1758. Elle a été restaurée en 1938 et dans les années 1990.

## Architecture

### Tour de chœur
La tour de chœur est de plan carré et est composée de trois niveaux séparés par des bandeaux et coiffée d’une toiture pyramidale couverte de tuiles. Elle est construite en moellons enduits, à l’exception du socle, des bandeaux, des chaînages d’angles et de certains encadrement de fenêtres, qui sont en grès rose laissé apparent.
Le niveau du rez-de-chaussée sert de chœur et est posé sur un socle en pierres de taille appareillées. Il est voûté d’ogives retombant sur des octogones et à larges voûtains caractéristiques des premiers temps du style gothique en Alsace. La clef de voûte est un simple cylindre partiellement évidé. À l’ouest, ce chœur ouvre sur la nef par un arc triomphal brisé lui aussi massif et à l’exécution assez grossière. Il est éclairé sur les trois autres côtés par des fenêtres en plein-cintre du XVIIIe siècle. Le mur oriental est occupé dans son coin nord par une niche rectangulaire fermée par une grille en fer forgé et ayant un arc en accolade caractéristique du gothique tardif. D’autres niches se trouvent dans les murs sud et nord.
Le premier et le deuxième niveaux sont séparés par un large bandeau mouluré. Le deuxième niveau est éclairé par des fenêtres rectangulaires fortement ébrasées et partiellement obstruées. Le troisième niveau abrite la chambre des cloches. Il est ouvert au nord et au sud par des baies géminées et à l’est par une baie unique en plein cintre. Il y avait également une fenêtre à l’ouest, mais celle-ci a été murée lors de l’agrandissement de la nef, le toit de celle-ci la masquant désormais. Du côté nord, sous la fenêtre, se trouve une plaque gravée portant les noms des chevaliers Philipp Rheinhartd et Welm Jacob von Berstett, deux frères qui ont probablement financés l’agrandissement de l’église en 1758.
L’épaisseur des murs, qui dépasse un mètre au rez-de-chaussée, ainsi que la possibilité de barrer la porte menant aux étages indiquent que la tour primitive du XIIIe siècle avait également une fonction de refuge pour la population en cas d’attaque du village par une bande armée.

### Nef
La nef date essentiellement du XVIIIe siècle, mais occupe l’emplacement d’un bâtiment antérieur dont elle réutilise les fondations ainsi qu’une grande partie de la façade occidentale. À l’exception des montants des portes en grès, elle est entièrement construite en moellons enduits. La toiture à double pans brisés est couverte de tuiles.
Le portail occidental était à l’origine couvert par un auvent, dont ne subsistent que les corbeaux et qui a été remplacé par un petit vestibule précédent la porte en empiétant sur son tympan. Le portail est surmonté d’une fenêtre en plein-cintre du XVIe siècle. Une deuxième porte, datant du XVIIIe siècle, est percée dans le mur nord et celui-ci, ainsi que le mur sud, sont ouverts chacun par une baie en plein-cintre de la même époque.
La nef étant de taille assez réduite, le nombre de places disponibles est augmenté par une tribune en bois occupant les murs nord et ouest accessible par un étroit escalier situé dans l’angle nord-ouest. Le mur sud est occupé par une autre tribune supportant l’orgue et desservie par un escalier situé dans l’angle sud-ouest, qui permet d’accéder aussi à la chaire.

## Mobilier
La chaire en bois date de 1680 et est constituée d’une cuve octogonale posée sur des colonnes annelées. Alors qu’il y avait autrefois un autel catholique et un autel protestant, les deux communautés célèbrent désormais sur le même autel en bois situé dans le chœur .